# Рейес Чавес, Сальвадор
Сальвадор Рейес Чавес (исп. Salvador "Chava" Reyes Chávez; род. 4 мая 1998, Таско-де-Аларкон) — мексиканский футболист, полузащитник клуба «Америка» и сборной Мексики. 

## Клубная карьера
Рейес — воспитанник клуба «Атлетико Морелия». 10 августа 2016 года в поединке Кубка Мексики против «Мурсилагос» Сальвадор дебютировал за основной состав. 7 января 2018 года в матче против «Монтеррея» дебютировал в мексиканской Примере. В начале 2019 года Рейес на правах аренды перешёл в «Симарронес де Сонора». 5 января в матче против «Атланте» он дебютировал в Лиге Ассенсо. 12 января в поединке против «Кафеталерос де Чьяпас» Сальвадор забил свой первый гол за «Симарронес де Сонора». 
В начале 2020 года Рейес был арендован «Пуэблой». 25 января в матче против «Керетаро» он дебютировал за новый клуб. 6 сентября в поединке против УНАМ Пумас Сальвадор забил свой первый гол за «Пуэблу».
Летом 2021 года Рейес подписал контракт со столичной «Америкой». 23 июля в матче против «Керетаро» он дебютировал за новую команду. 1 августа в поединке против «Некаксы» Сальвадор забил свой первый гол за «Америку».

## Международная карьера
9 декабря 2021 года в товарищеском матче против сборной Чили Рейес дебютировал за сборную Мексики.